# (19367) Pink Floyd
(19367) Pink Floyd (1997 XW3) – planetoida z pasa głównego asteroid okrążająca Słońce w ciągu 3,83 lat w średniej odległości 2,45 j.a. Odkryta 3 grudnia 1997 roku.